# Chăn dắt

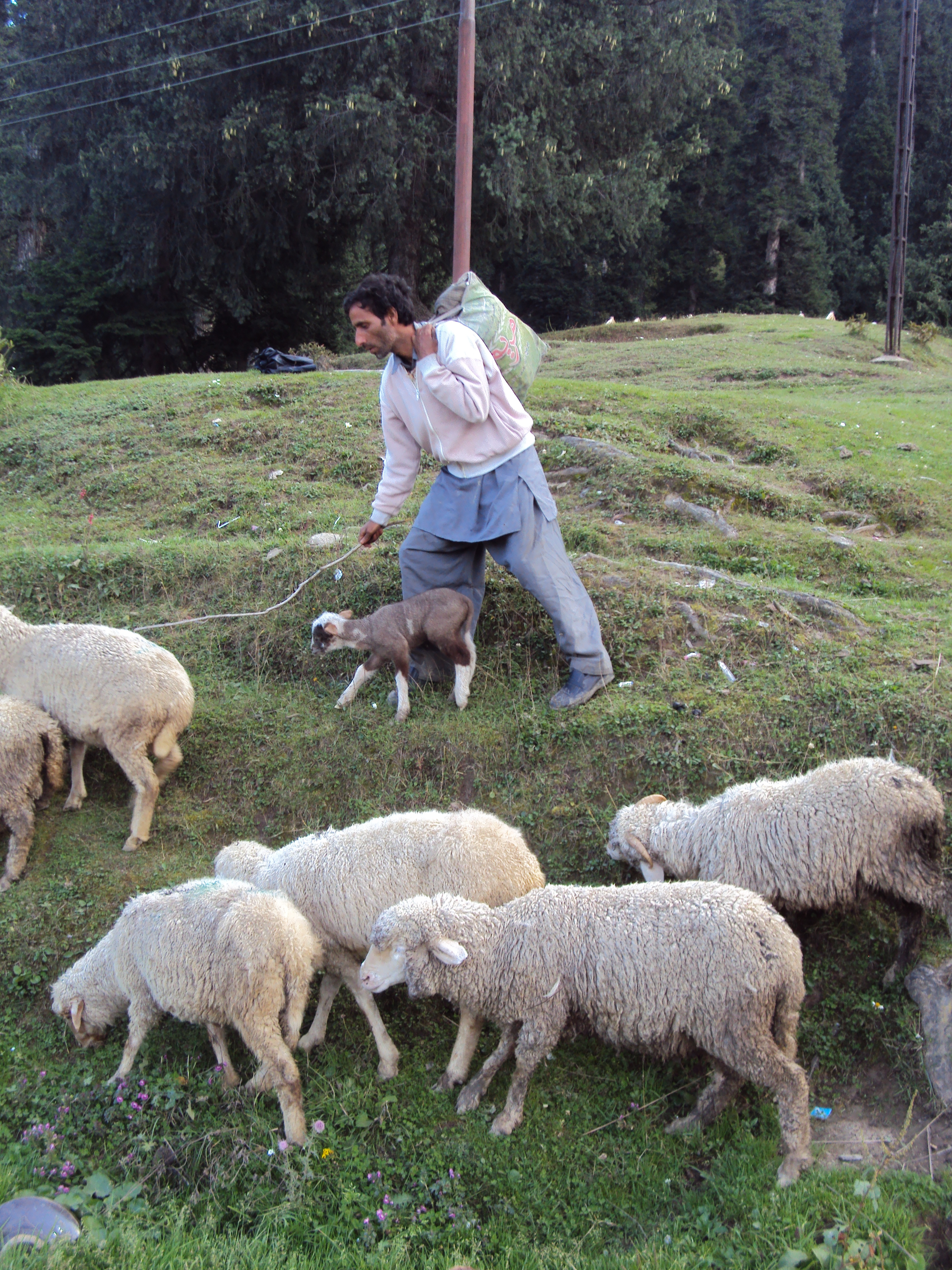
Chăn dắt cừu

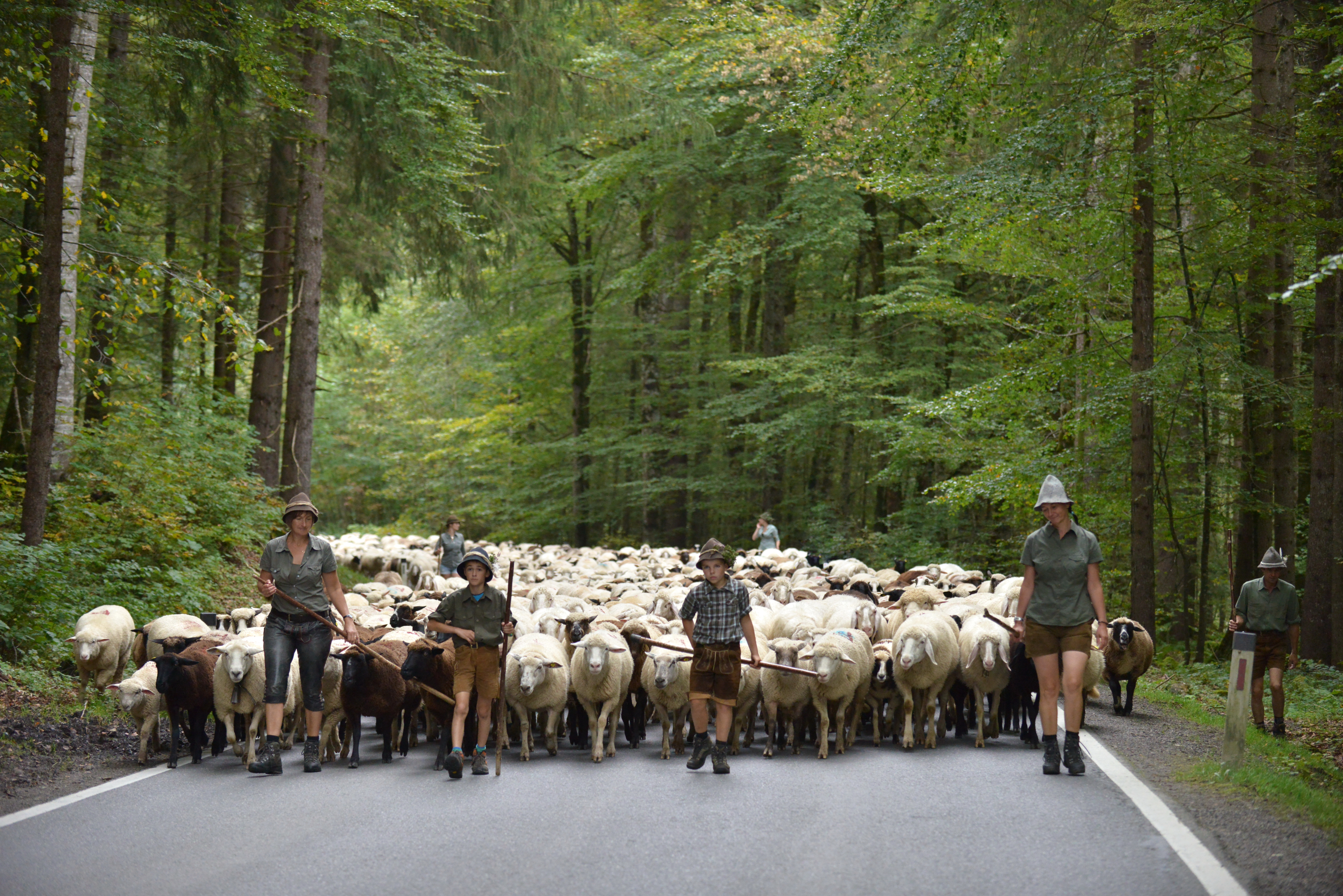
Chăn dắt đàn cừu

Chăn dắt (Herding) là hành động tập hợp các vật nuôi (thông thường là gia súc/mục súc) riêng lẻ lại với nhau thành một nhóm (bầy đàn), duy trì nhóm và di chuyển nhóm từ nơi này sang nơi khác hoặc bất kỳ sự kết hợp nào của chúng. Việc chăn dắt gia súc có thể đề cập đến quá trình các loài động vật hình thành bầy đàn trong tự nhiên hoặc sự can thiệp của con người tạo thành bầy đàn trong đó con người là chủ và dẫn đàn vì một số mục đích quản lý của con người trong các hoạt động chăn thả.

## Đại cương
Một số loài động vật tụ tập thành đàn theo bản năng. Một nhóm động vật chạy trốn kẻ săn mồi sẽ thể hiện hành vi bầy đàn để được bảo vệ cho từng cá thể, trong khi một số động vật ăn thịt, chẳng hạn như chó sói và chó có khả năng quây, lùa gia súc theo bản năng bắt nguồn từ bản năng săn mồi nguyên thủy của chún. Bản năng ở chó chăn gia súc (Herding dog) và khả năng huấn luyện có thể được đo lường ở các bài kiểm tra chăn nuôi không cạnh tranh. Những con chó thể hiện bản năng chăn gia súc cơ bản có thể được huấn luyện để hỗ trợ việc chăn gia súc và cạnh tranh trong các cuộc thử nghiệm chăn gia súc và thả giống chó. Cá nhà táng cũng đã được quan sát thấy hợp sức để quây con mồi lại trong một hành vi phối hợp săn mồi.
Chăn dắt được sử dụng trong chăn nuôi và chăn thả trong ngành nông nghiệp để quản lý động vật đã được thuần hóa. Việc chăn dắt gia súc có thể được thực hiện bởi người hoặc động vật được huấn luyện như chó chăn gia súc (chó chăn cừu/chó chăn bò) điều khiển sự di chuyển của gia súc dưới sự chỉ đạo của con người. Những người có nghề nghiệp chăn nuôi hoặc thuần khiển động vật thường được thêm đàn vào tên của động vật mà họ đang chăn để mô tả nghề nghiệp của họ (chăn cừu, chăn ngựa, chăn bò, chăn trâu). Một môn thể thao cạnh tranh đã phát triển ở một số quốc gia nơi kỹ năng kết hợp của con người và con chó chăn gia súc được kiểm tra và đánh giá trong một "thử nghiệm", chẳng hạn như thử nghiệm chó chăn cừu.
Các loài động vật như cừu, lạc đà, bò yak và dê chủ yếu được nuôi để cung cấp sữa, thịt và các sản phẩm khác cho những người chăn nuôi và gia đình của họ và đây cũng là những con vật thường xuyên được chăn dắt trong các đàn lớn. Di chuyển đàn thú hay thả rông và dẫn đàn thú di chuyển là hoạt động dắt gia súc đi trên một quãng đường dài, thường là đi bộ và thường có sự trợ giúp của chó đã có một lịch sử rất lâu đời ở Thế giới Cổ đại. Truy tầm vật nuôi là quá trình thu thập vật nuôi bị thất lạc, lạc bầy thường liên quan đến gia súc, cừu hoặc ngựa, nhưng cũng có thể bao gồm dê, lạc đà, trâu hoặc các động vật khác, du canh và du mục, một trào lưu chăn nuôi theo mùa giữa đồng cỏ cố định vào mùa hè và mùa đông. Ở các vùng núi nó ngụ ý sự di chuyển giữa các đồng cỏ cao hơn vào mùa hè và các thung lũng thấp hơn vào mùa đông. 

## Tham khảo

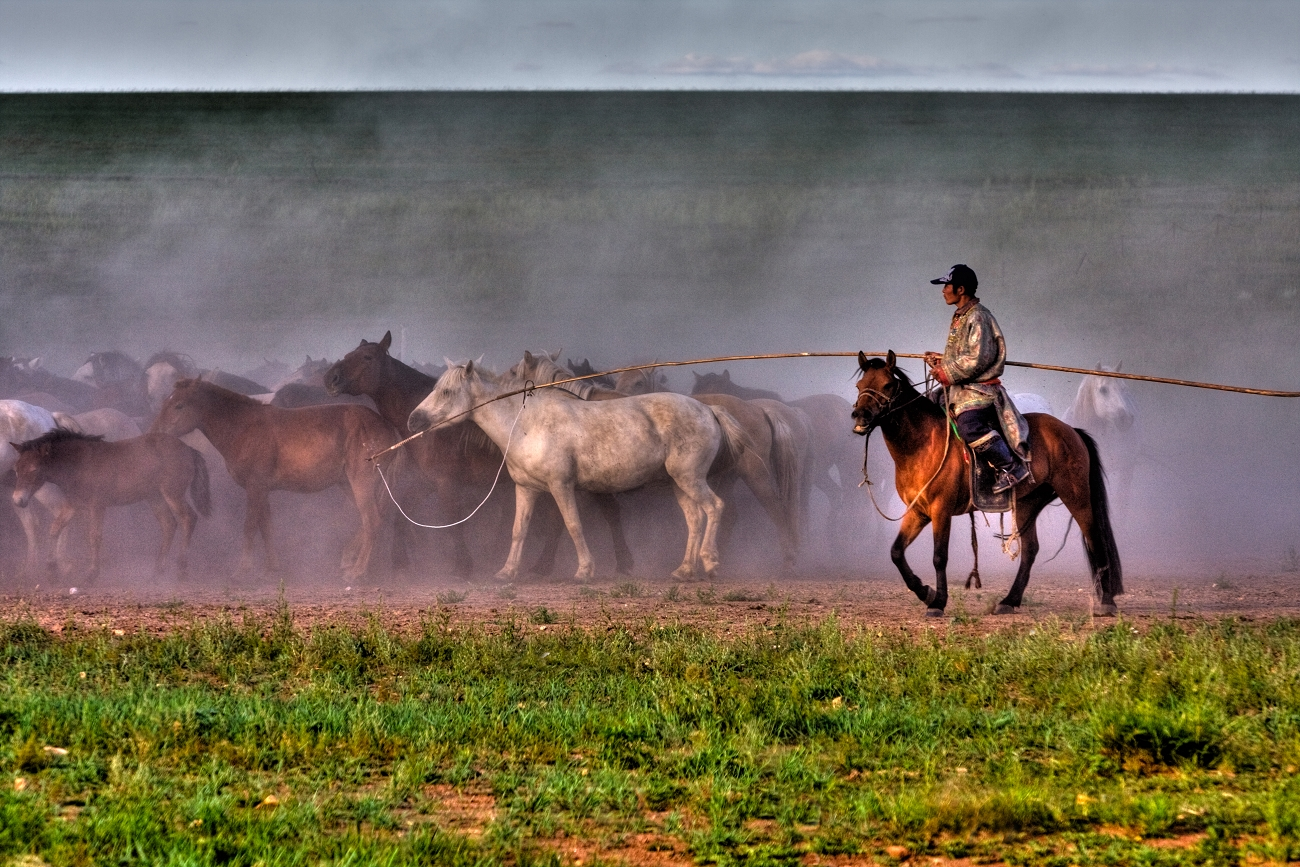
Chăn nuôi ngựa ở Mông Cổ

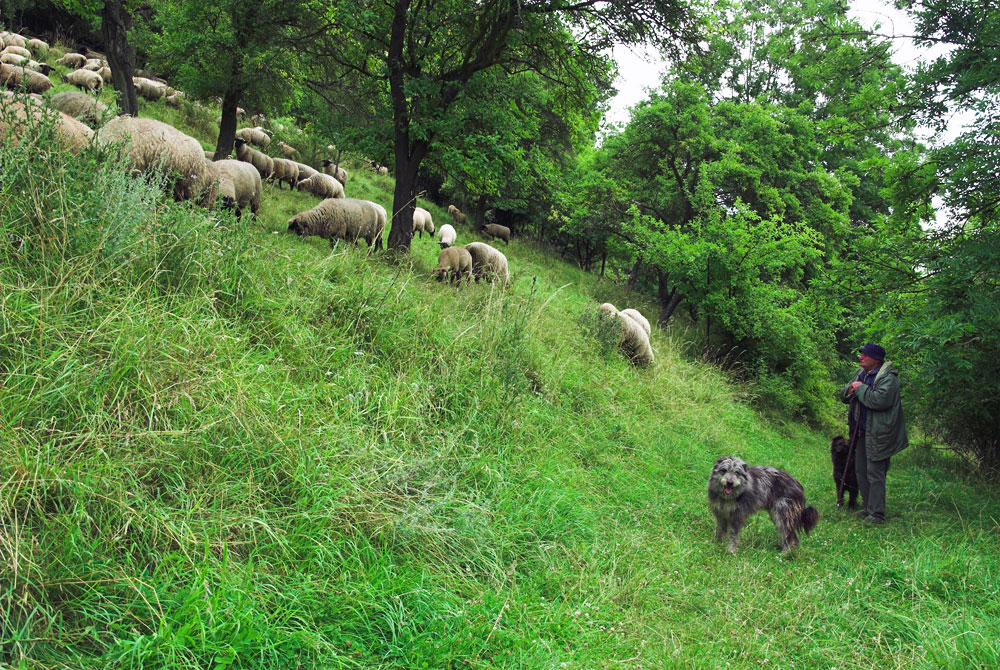
Chăn nuôi cừu